# Paul de Groot
Saul (Paul) de Groot (Amsterdam, 19 juli 1899 – Bussum, 3 augustus 1986) was een Nederlandse politicus, die lange tijd partijleider was van de Communistische Partij van Nederland (CPN). Hij was tevens lid van de Tweede Kamer voor de CPN en hoofdredacteur van de partijkrant De Waarheid.

## Biografie
De Groot was de zoon van een Joodse diamantslijper in Amsterdam. Op zoek naar werk vertrokken hij en zijn ouders naar Antwerpen. Na de lagere school werkte De Groot jr. er als leerling-diamantslijper. Toen na het uitbreken van de Eerste Wereldoorlog, augustus 1914, Antwerpen door Duitse troepen werd bedreigd, vluchtte het gezin De Groot naar Nederland en vestigde zich tijdelijk in Amsterdam. Zoon Paul kreeg er werk bij een sigarenmaker die hem de beginselen van het socialisme bijbracht. In 1916 keerde hij met zijn ouders terug naar Antwerpen. De Groot jr. werd diamantbewerker en sloot zich aan bij de Algemene Diamantbewerkersbond van België (ADB) én bij de Socialistische Jonge Wacht.

### Vorming
Onder de indruk van de Oktoberrevolutie (1917) nam hij deel aan het oprichtingscongres van de Vereenigde Kommunistische Partij van België en werd lid van het partijbestuur. Vanwege zijn deelname aan de agitatie tegen de (tijdelijke) bezetting van het Ruhrgebied, waar ook Belgische troepen aan deelnamen, moest hij in oktober 1923 Duitsland ontvluchten. Na een kort verblijf in Frankrijk vestigde De Groot zich in het najaar van 1925 weer in Amsterdam. Hij was actief in de Algemene Nederlandse Diamantbewerkersbond (ANDB) en in de Communistische Partij Holland (CPH), de voorloper van de Communistische Partij van Nederland (CPN).

### Partijbestuurslid
Na een hernieuwing in de politieke leiding kwam De Groot in februari 1930 in het partijbestuur van de CPH. Wegens zijn activistisch verleden, grote belezenheid (hij las behalve Karl Marx ook Heinrich Heine), intelligentie, journalistieke kwaliteiten en tactisch inzicht stak hij met kop en schouders uit boven zijn medebestuurders. Dit en zijn trouw aan het marxisme-leninisme leidden ertoe dat De Groot in 1938 politiek secretaris van de partij werd die inmiddels was omgedoopt in Communistische Partij van Nederland. Samen met Lou Jansen en Jan Dieters vormde hij het partijpresidium. Tevens werd hij hoofdredacteur van de partijkrant Het Volksdagblad.

### Tweede Wereldoorlog
Na de Duitse inval in mei 1940 maakte De Groot een dialectische analyse van de situatie en herkende hij het imperialistische karakter van de oorlog. In Het Volksdagblad schreef hij dat het Engelse imperialisme en de Nederlandse bourgeoisie ook een rol speelden in de imperialistische tegenstellingen binnen Europa.
De CPN en haar organen werden door de Duitsers verboden, wat geen verrassing was, gezien het anticommunistische karakter van de Duitse bezetter. In november 1940 kwam het eerste nummer uit van een nieuwe, illegale partijkrant, De Waarheid. De Groot richtte daarin zijn pijlen op de Duitse agressor en bleef ook het "Anglo-Amerikaanse imperialisme", de regering in Londen en de SDAP bestrijden. Overigens was het niet De Groot, zoals de partijlegende het later voorstelde, maar medebestuurslid Jansen die aan de vooravond van de Februaristaking van 1941 het befaamde manifest 'Staakt, staakt, staakt' schreef. De CPN heeft deze staking altijd als hoogtepunt van het communistisch verzet tegen de nazi's in Nederland beschouwd.
In de nacht van 14 op 15 oktober 1942 deden veldwachters Kees Heil, Meijer, samen met Gerrit Tesink een inval in het landhuis Woudrust te Gorssel, waar De Groot met zijn gezin zat ondergedoken. De Groot vluchtte door de achterdeur het bos in en wist te ontkomen, maar zijn vrouw Szajndla Borzykowska en dochter Rosa, vernoemd naar Rosa Luxemburg, werden afgevoerd naar Auschwitz en daar vergast.

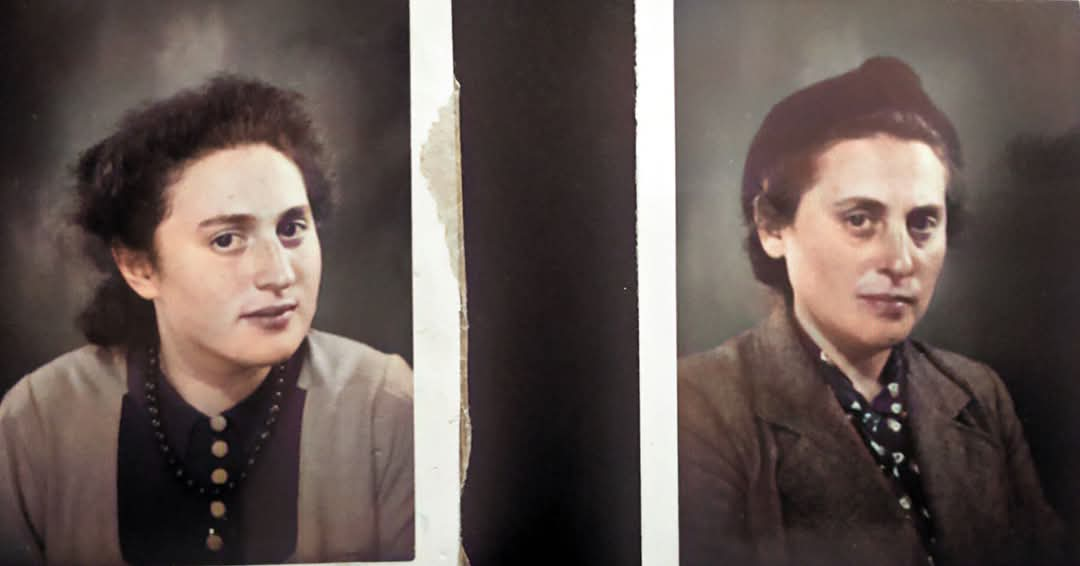
Rosa de Groot (1921 Antwerpen - 1942 Auschwitz) en Szajndla (Sally) Borzykowska (1897 Łódź - 1942 Auschwitz).

Nadat De Groot in februari 1943 opnieuw op het nippertje was ontkomen aan arrestatie door de Duitsers, droeg hij de partijleiding over aan verschillende leden van zijn partij, onder wie Jaap Brandenburg. Tevens verbrak hij alle contacten met de partij.

### Herstel na 1945
Kort na de oorlog keerde De Groot in de CPN terug en kon weer leidinggevende taken op zich nemen. Wegens haar verzetsverleden genoot de communistische krant De Waarheid in brede kring grote populariteit. In deze periode pleitte De Groot voor de opheffing van de partij ten gunste van wat hij een 'Vereniging van vrienden van De Waarheid', noemde. Kritiek in eigen gelederen deed De Groot echter besluiten om in juli 1945 de CPN opnieuw op te richten.
De Groot ging ook de Tweede Kamer in. Daar en in De Waarheid, waarvan hij hoofdredacteur was geworden, nam hij omtrent de jonge Indonesische republiek standpunten in die niet door iedereen binnen de communistische beweging gedeeld werden. Enerzijds was hij tegen het sturen van Nederlandse troepen om het nationalistische verzet op Java en elders met geweld neer te slaan, anderzijds vond hij dat jonge communisten zich moesten laten uitzenden om vervolgens binnen het leger propaganda te maken voor de Indonesische onafhankelijkheid.

### Ideologische strijd
In de jaren die volgden drukte De Groot een sterke persoonlijke stempel op de partij. Hij bleef een fervente marxist-leninist en verzekerde de publieke opinie dat de CPN in geval van een derde wereldoorlog de Sovjetlegers als bevrijders zou ontvangen. Dat kostte de partij van sommigen de sympathie en electorale steun onder de bevolking. Haar maatschappelijk isolement werd verder vergroot door de kritische blik van de CPN-top omtrent het neerslaan van de Hongaarse opstand in 1956.
De Groot had grote moeite met de revisionistische koers (de-stalinisering) die de nieuwe Russische partijleider Nikita Chroesjtsjov vanaf 1956 insloeg. Zo nam hij een standpunt in over de ideologische strijd binnen de CPN, begin 1958. Voormalige verzetsmensen als Gerben Wagenaar, Henk Gortzak en Rie Lips werden de partij uitgezet. Op verzoek van De Groot schreef Marcus Bakker een rapport, het 'rode boekje', getiteld "De CPN in de oorlog". Hierin werd het oorlogsverleden van betrokkenen bekritiseerd en werden ze voor 'verraders' en 'Gestapo-agenten' uitgemaakt. In 1963 verbrak De Groot abrupt alle banden met Moskou.

### Einde bestuurswerk
In 1962 was De Groot afgetreden als politiek secretaris en benoemd tot partijvoorzitter. In 1966 stapte hij uit de Kamer en een jaar later, op het 22ste partijcongres, legde hij tevens het voorzitterschap van de CPN neer. Als erelid van het partijbestuur en directeur van het wetenschappelijk bureau van de partij (IPSO) bleef hij echter achter de schermen een beslissende invloed uitoefenen, zoals in 1975 bij het besluit van de CPN zich weer met Moskou te verzoenen.
Toen de partij in 1977 een dramatische verkiezingsnederlaag leed – de CPN zakte terug van zeven naar twee Kamerzetels – weet De Groot dit aan het feit dat de partijtop zich in de luren had laten leggen door 'regeringsmachinaties' rond de juist afgelopen treinkaping bij De Punt. Hij vond de zittende leiding te soft – jonge academici en welzijnswerkers hadden in de jaren zeventig steeds vaker de plaats van arbeiders als leden en bestuurders ingenomen – en wilde haar vervangen zien door arbeideristische gestaalde kaders. Daarmee overspeelde hij echter zijn hand. Het partijbestuur verzette zich en ontnam hem het erelidmaatschap (1978). De rol van De Groot was uitgespeeld.

### Gepensioneerd
De laatste tien jaar van zijn leven leidde hij een teruggetrokken bestaan. Journalisten en anderen die hem probeerden te benaderen, kregen nul op het rekest. De Groot verhuisde met zijn (tweede) vrouw naar een verzorgingsflat in Zeist en na haar overlijden, in september 1985, naar een joods verpleegtehuis in Bussum. Het verdwijnen van de CPN-fractie uit de Tweede Kamer in 1986 heeft hem nooit een publiek commentaar ontlokt. Na zijn eigen dood, in augustus datzelfde jaar, werd Paul de Groot met een driekolommer op de voorpagina van De Waarheid herdacht.